# Miguel Dávila
Miguel E. Dávila (Chilecito, 28 de octubre de 1926 - Buenos Aires, 14 de agosto de 2009) fue un pintor y artista plástico argentino.

## Trayectoria
Inicia su formación académica en el Instituto Superior de Artes Plásticas de la Universidad Nacional de Tucumán, 1948 - 1952, bajo la dirección de los maestros Lino Enea Spilimbergo (pintura), Pompeyo Audivert (grabado) y Lajos Szalay (dibujo).
En 1952 se traslada a Buenos Aires donde comienza su carrera como artista plástico.
En 1958 La Municipalidad de la ciudad de La Rioja lo convoca como primer director del Museo Municipal de Bellas Artes hoy Museo Octavio de la Colina, cargo que desempeña hasta 1960.
En 1961 obtiene la beca del Fondo Nacional de las Artes en la especialización de pintura para realizarla en París, viaja con Rómulo Macció, Ernesto Deira, Luis Felipe Noé y Jorge de la Vega, comparte taller con Ernesto Deira. Adhiere al movimiento Neo-Figuración.
En 1963 regresa a Buenos Aires donde se radica definitivamente.
En 1964 obtiene el premio del Salón Municipal Manuel Belgrano, comienza a dictar clases, actividad que desarrolla hasta 1995. Realiza exposiciones en las galerías Van Riel, Art Gallery International, Wildestein, Rubers.
Entre 1977 y 1982 alterna su residencia entre Madrid y Buenos Aires.
En el año 1981 obtiene el Gran Premio de Honor del Salón Nacional de Pintura.

## Fallecimiento
Murió en la ciudad de Buenos Aires, el 14 de agosto de 2009, a los 83 años de edad.

## Legado
Transitó diversas etapas dentro de la plástica argentina, la Neo-Figuración es la que más lo identifica. A partir de 1969 su pintura se enroló dentro de la figuración expresionista. Sus obras se encuentran en diferentes Museos y colecciones del país y del extranjero.